# 토마스 바스베리
라르스 토마스 바스베리(스웨덴어: Lars Thomas Wassberg, 1956년 3월 27일~)는 스웨덴의 전 크로스컨트리 스키 선수이다. 1980년 동계 올림픽과 1984년 동계 올림픽에서 금메달 4개를 획득했고, 세계 선수권 대회에서 금메달 3개, 은메달 3개, 동메달 1개를 획득했다. 또한 크로스컨트리 스키 월드컵에서 종합 우승 1회(시범 대회), 준우승 3회를 달성했다.
바스베리는 1980년에 홀멘콜렌 메달과 스벤스카 다그블라데트 금메달을 수상했다. 현역 은퇴 후에는 스키 지도자, 스키 해설자, 국제 스키 연맹 집행위원 등으로 활동했다.